# Darko Milanič
Darko Milanič (ur. 18 grudnia 1967 w Izoli) – słoweński piłkarz, a następnie trener piłkarski.

## Kariera
Milanič karierę zaczynał w NK Izola, potem grał w Partizanie, z którego przeszedł w 1993 roku do Sturmu Graz.
W reprezentacji Jugosławii rozegrał 5 meczów.
W reprezentacji Słowenii rozegrał 42 mecze i uczestniczył z nią w Euro 2000.